# Trnovska vas
Trnovska vas est une commune située dans la région de la Basse-Styrie en Slovénie.

## Géographie
La commune est située au nord-est de la Slovénie dans les environs de la ville de Ptuj. Le territoire, composé essentiellement de champs, s'étend sur la plaine pannonienne et fait partie du bassin hydrographique du Danube. Jusque 1995, le territoire de la commune appartenait à celui de la commune de Ptuj. À la suite d'une réorganisation des communes, on crée la commune de Destrnik-Trnovska vas à partir du territoire de Ptuj. Après 1997, une nouvelle réorganisation scinde la jeune commune pour former les communes de Destrnik et de Trnovska vas.

### Villages
Les villages de la commune se nomment Biš, Bišečki Vrh, Črmlja, Ločič, Sovjak, Trnovska vas et Trnovski Vrh.

## Démographie
Entre 1999 et 2021, la population de la commune de Trnovska vas est restée stable avec une population légèrement supérieure à 1 000 habitants,.
Évolution démographique
| 1999  | 2000  | 2001  | 2002  | 2003  | 2004  | 2005  | 2006  | 2007  |
| ----- | ----- | ----- | ----- | ----- | ----- | ----- | ----- | ----- |
| 1 281 | 1 277 | 1 270 | 1 269 | 1 269 | 1 265 | 1 279 | 1 281 | 1 301 |
| 2008  | 2009  | 2010  | 2011  | 2012  | 2013  | 2014  | 2015  | 2016  |
| 1 311 | 1 312 | 1 326 | 1 347 | 1 352 | 1 348 | 1 348 | 1 316 | 1 341 |
| 2017  | 2018  | 2019  | 2020  | 2021  |       |       |       |       |
| 1 371 | 1 365 | 1 359 | 1 366 | 1 374 |       |       |       |       |

## Personnages célèbres
- Jožef Muršec (1807-1895), ethnologue;
- Jakob Gomilšak (1843-1906), poète.